# Антон Фърдинанд
Антон Джулиан Фърдинанд (на английски: Anton Julian Ferdinand) е английски футболист, централен защитник. Той е играч на Саутенд Юнайтед. Висок е 183 см.

## Кариера
Фърдинанд започва кариерата си в лондонския Уест Хем Юнайтед. Преминава в Съндърланд през август 2008 г. за около 9 милиона паунда. В периода 2004-2007 г. бранителят изиграва 17 мача за младежкия национален отбор на Англия.
На 31 август 2011 г. Съндърланд приемат предложението на КПР за правата на играча. Сделката е финализирана един ден по-късно.
Антон е брат на бившия футболист на Манчестър Юнайтед Рио Фърдинанд.